# Marcos Caicedo
Marcos Jackson Caicedo Caicedo (ur. 10 listopada 1991 w Guayaquil) – ekwadorski piłkarz występujący na pozycji lewego skrzydłowego, obecnie zawodnik Barcelony SC. Jego brat Walberto Caicedo również jest piłkarzem.

## Kariera klubowa
Caicedo pochodzi z miasta Guayaquil i jest wychowankiem tamtejszego klubu CS Emelec. Do seniorskiej drużyny został włączony przez szkoleniowca Humberto Pizarro i w Serie A zadebiutował już jako piętnastolatek, 22 lipca 2007 w wygranym 2:0 spotkaniu z Deportivo Azogues. Premierowego gola w najwyższej klasie rozgrywkowej strzelił natomiast niecały rok później, 22 czerwca 2008 w wygranej 2:1 konfrontacji z Universidadem Católica. Początkowo pełnił wyłącznie rolę rezerwowego, lecz regularne występy w wyjściowym składzie zaczął notować już w wieku osiemnastu lat. W sezonie 2010 zdobył z Emelekiem tytuł wicemistrza kraju i sukces ten powtórzył również rok później, podczas rozgrywek 2011. Bezpośrednio po tym osiągnięciu udał się na wypożyczenie do drużyny El Nacional ze stołecznego Quito, gdzie bez większych sukcesów i jako podstawowy zawodnik spędził rok, po czym powrócił do swojego macierzystego klubu. W sezonie 2013 wraz z Emelekiem wywalczył swoje premierowe mistrzostwo Ekwadoru, lecz mimo częstych występów pełnił głównie rolę rezerwowego w taktyce boliwijskiego trenera Gustavo Quinterosa.
Latem 2014 Caicedo za sumę czterech milionów dolarów przeszedł do ówczesnego mistrza Meksyku – ekipy Club León. W tamtejszej Liga MX zadebiutował 19 lipca 2014 w przegranym 1:2 meczu z Américą, zaś pierwszą bramkę zdobył 20 września tego samego roku w wygranym 3:1 pojedynku z Veracruz. Mimo regularnej gry głównie pełnił jednak rolę rezerwowego i nie potrafił spełnić pokładanych w nim nadziei, wobec czego po upływie roku został wypożyczony do beniaminka najwyższej klasy rozgrywkowej – Dorados de Sinaloa z miasta Culiacán. Tam występował z kolei przez sześć miesięcy, również niemal wyłącznie jako rezerwowy, po czym udał się na wypożyczenie do współpracującego z Leónem drugoligowca Mineros de Zacatecas (obydwa kluby posiadały wspólnego właściciela – Grupo Pachuca). W wiosennym sezonie Clausura 2016 jako kluczowy gracz dotarł z nim do finału rozgrywek Ascenso MX.
W lipcu 2016 Caicedo powrócił do ojczyzny, na zasadzie wypożyczenia zasilając ekipę Barcelona SC ze swojego rodzinnego Guayaquil.
| Sezon     | Klub                 | Kraj    | Rozgrywki  | Mecze | Bramki |
| --------- | -------------------- | ------- | ---------- | ----- | ------ |
| 2007      | CS Emelec            | Ekwador | Serie A    | 2     | 0      |
| 2008      | CS Emelec            | Ekwador | Serie A    | 12    | 1      |
| 2009      | CS Emelec            | Ekwador | Serie A    | 13    | 1      |
| 2010      | CS Emelec            | Ekwador | Serie A    | 31    | 4      |
| 2011      | CS Emelec            | Ekwador | Serie A    | 26    | 2      |
| 2012      | El Nacional          | Ekwador | Serie A    | 38    | 7      |
| 2013      | CS Emelec            | Ekwador | Serie A    | 33    | 8      |
| 2014      | CS Emelec            | Ekwador | Serie A    | 10    | 3      |
| 2014/2015 | Club León            | Meksyk  | Liga MX    | 25    | 1      |
| 2015/2016 | Dorados de Sinaloa   | Meksyk  | Liga MX    | 15    | 1      |
| 2015/2016 | Mineros de Zacatecas | Meksyk  | Ascenso MX | 19    | 0      |
| 2016      | Barcelona SC         | Ekwador | Serie A    |       |        |

## Kariera reprezentacyjna
W 2011 roku Caicedo został powołany przez szkoleniowca Sixto Vizuete do reprezentacji Ekwadoru U-20 na Mistrzostwa Ameryki Południowej U-20. Na peruwiańskich boiskach pełnił rolę podstawowego zawodnika swojej drużyny, rozgrywając wszystkie dziewięć meczów, z czego siedem w wyjściowym składzie i zdobył bramkę w spotkaniu z Boliwią (3:1). Jego kadra zajęła drugie miejsce w liczącej pięć zespołów grupie w pierwszej rundzie, dzięki czemu awansowała do rundy finałowej. Tam z kolei uplasowała się na czwartej lokacie i awansowała na Mistrzostwa Świata U-20 w Kolumbii. Podczas światowego czempionatu Caicedo wystąpił we wszystkich czterech spotkaniach w pierwszej jedenastce, zaś młodzi Ekwadorczycy po zajęciu drugiego miejsca w grupie odpadli ostatecznie z młodzieżowego mundialu w 1/8 finału, minimalnie przegrywając w nim z Francją (0:1).